# Habaktjärnen
Habaktjärnen är en sjö i Arjeplogs kommun i Lappland och ingår i Piteälvens huvudavrinningsområde. Habaktjärnen ligger i Piteälven Natura 2000-område.